# Чемпионат мира по международным шашкам среди мужчин 2003 (матч)
Чемпионат мира по международным шашкам 2003 года действующим чемпионом мира Алексеем Чижовым (Россия) и претендентом Александром Георгиевым (Россия) должен был состояться в 2002 году, но по организационным причинам был сыгран 10-29 марта 2003 года. Проходил в городах Ижевск и Уфа. Матч организовала российская Федерация Международных Шашек по поручению ФМЖД. Победил в матче Александр Георгиев (счет по сетам +4 −1), он был признан чемпионом мира 2002 года (см. официальную таблицу на сайте fmjd).
Право на матч Георгиев завоевал, выиграв финальный турнир претендентов с участием 33 человек из 19 стран, который состоялся в августе 2002 года в Якутске.

## Регламент (выдержки)
1. Матч состоит из 5-ти сетов по 3 партии в каждом сете. Победителем матча будет признан тот, кто выиграет 3 сета. При счёте по сетам 3-0 в пользу одного из участников оставшиеся 2 сета также будут сыграны.
2. Два стартовых сета состоятся в г. Ижевске с 8 по 18 марта 2003г, три заключительных сета пройдут в г. Уфе с 19 по 31 марта 2003 г.
3. Если основные 3 партии сета не выявляют победителя, то на следующий день состоится переигровка для выявления результата сета. Обычный контроль времени на обдумывание в международный шашках составляет 2 часа на первые 50 ходов и 1 час на каждые последующие 25 ходов. Партии редко продолжаются более 75 ходов и игра длится в среднем от 4-х до 6-ти часов. Партии переигровки будут проходить с жёстким контролем времени — 20 минут каждому игроку на всю партию. Количество встреч переигровки не ограничено — переигровка длится до победы одного из игроков.
4. В случае проигрыша матча у А.Чижова нет права на матч-реванш.
5. Во время матча разрешены демонстрация и комментарий к играющейся партии в любом виде — в демонстрационном зале, по телевидению, через Интернет, при условии, что игроки не имеют доступа к этой информации.
6. Каждый игрок имеет право заявить двух официальных помощников — тренера и секунданта. Во время партии игрок имеет право общаться только с арбитрами, которых на матче будет двое.
7. Оба участника матча до его начала подписывают контракт с оргкомитетом, где оговариваются наиболее важные организационные и финансовые условия матча.